# Osynlighetsmantel
Osynlighetsmantel är ett föremål som förekommer både i mytologier, som en mantel eller enbart huvudbonad, och som ett tekniskt hjälpmedel under experimentell utveckling, som gör användaren osynlig.

## I mytologier

### Dvärghatt

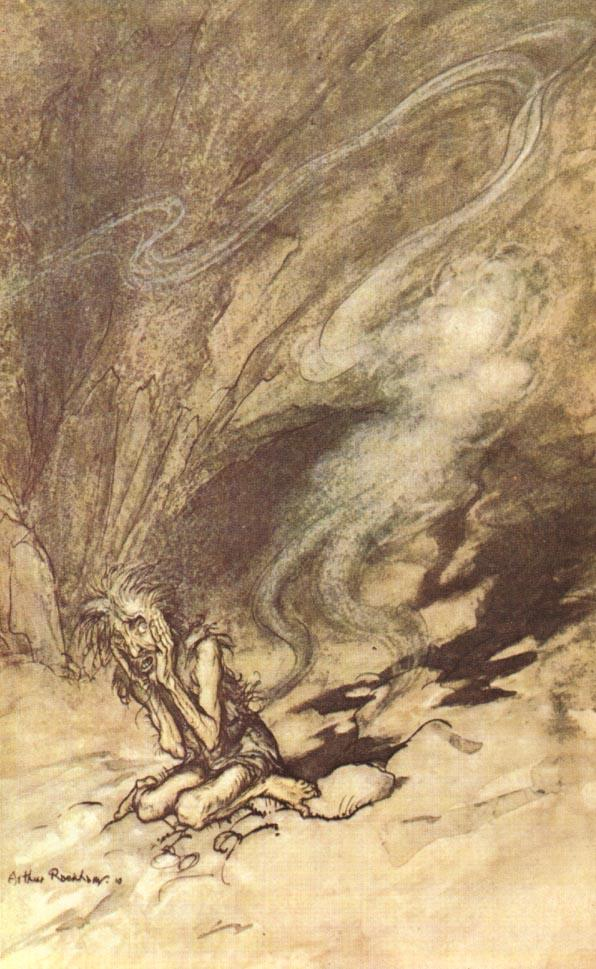
Alberich sätter på sig Tarnhelm och försvinner; illustration av Arthur Rackham till Richard Wagners Rhenguldet.

Dvärghatt är i de fornnordiska sagorna benämningen på en huvudbonad, hjälm eller kåpa, med vilken hattens innehavare troddes kunna göra sig osynlig. Huvudbonaden tillhörde ursprungligen de underjordiska makterna. Det förekommer även vetenskapliga försök med tekniska hjälpmedel som fyller samma funktion. 
Dvärghatten förekommer i de fornnordiska hävderna (sägenarna) under benämningen huliðshjálmar, i tyska sagor kallas den Tarnkappe, i norsk folkdiktning huldrehatt, och i svensk ibland även duldehatt.

### Grekisk mytologi
Att detta mytologiska tema har äldre influenser tyder det att det redan i Iliaden (V, 844-845) berättas att underjords- och dödsguden Hades äger en liknande en sådan osynliggörande huvudbonad på.